# 히카르두 고메스
히카르두 고메스(포르투갈어: Ricardo Gomes, 1964년 12월 3일 ~ )는 은퇴한 브라질의 축구 선수이다. 본명은 히카르두 고메스 하이문두(포르투갈어: Ricardo Gomes Raymundo)이고, 현재는 축구 감독이다.
리우데자네이루 출신으로, 플루미넨시 FC에서 전문적 활동을 시작했다. 서울올림픽 때는 브라질 축구를 대표하였다.